# Aplastodiscus eugenioi
Aplastodiscus eugenioi är en groddjursart som först beskrevs av Carvalho e Silva 2005.  Aplastodiscus eugenioi ingår i släktet Aplastodiscus och familjen lövgrodor. IUCN kategoriserar arten globalt som nära hotad. Inga underarter finns listade i Catalogue of Life.